# Quien lo creyera!
Qui le croirait !
L'eau-forte Quien lo creyera! (en français Qui le croirait !) est une gravure de la série Los caprichos du peintre espagnol Francisco de Goya. Elle porte le numéro 62 dans la série des 80 gravures. Elle a été publiée en 1799.

## Interprétations de la gravure
Il existe divers manuscrits contemporains qui expliquent les planches des Caprichos. Celui qui se trouve au Musée du Prado est considéré comme un autographe de Goya, mais semble plutôt chercher à dissimuler et à trouver un sens moralisateur qui masque le sens plus risqué pour l'auteur. Deux autres, celui qui appartient à Ayala et celui qui se trouve à la Bibliothèque nationale, soulignent la signification plus décapante des planches.
- Explication de cette gravure dans le manuscrit du Musée du Prado :
Ve aquí una pelotera cruel sobre cuál es más bruja de las dos: quién diría que la petiñosa y la crespa se repelaran entre así: la amistad es hija de la virtud; los malvados pueden ser complices, pero amigos, no.
(Voici une dispute cruelle pour savoir qui est la plus sorcière des deux : qui aurait dit que la petiñosa et la crespa bâtent ainsi : l'amitié est fille de la vertu ; les mauvais peuvent être complices, mais non amis.)[2].

- Manuscrit de Ayala :
Dos viejos entregados a la lascivia son devorados por monstruos.
(Deux vieux livrés à la lascivité, sont dévorés par des monstres)[2].

- Manuscrit de la Bibliothèque nationale :
Una vieja y un viejo lascivos idean nuevas posturas de fornicación; regañan por no poder hacer cosa derecha y los monstruos de la lujuria los van a arrebatar para el abismo.
(Une vieille et un vieux lascifs imaginent de nouvelles postures de fornication ; ils se disputent ne pouvant faire des choses correctes et les monstres de la luxure vont les précipiter dans l'abîme)[2].

Sur une zone rocheuse, fortement escarpée, se découpent les corps dénudés de deux sorcières volant à califourchon, s'appuyant l'une sur l'autre en s’accrochant par les cheveux et le cou. La sorcière étendue jouit, avec les yeux serrés et une expression maligne, du jeu lascif auquel toutes deux se livrent, selon se qu'indique la position de ses mains cachées. Au contraire sa compagne, terrorisée, se rend compte qu'elles ont été découvertes par un ours infernal que s'étire vers elles depuis l'abîme, pendant qu'un énorme chat noir à peine visible au-dessus d'elles dans l'obscurité les pousse avec sa patte vers le bas. Le fait que les sorcières ont été découvertes, est souligné grâce à la intense illumination de leurs visages obtenue par l'emploi du brunissoir, ce qui contraste avec les ténèbres qui les entoure, marquées par quelques nuances de gris obscur.

## Technique de la gravure

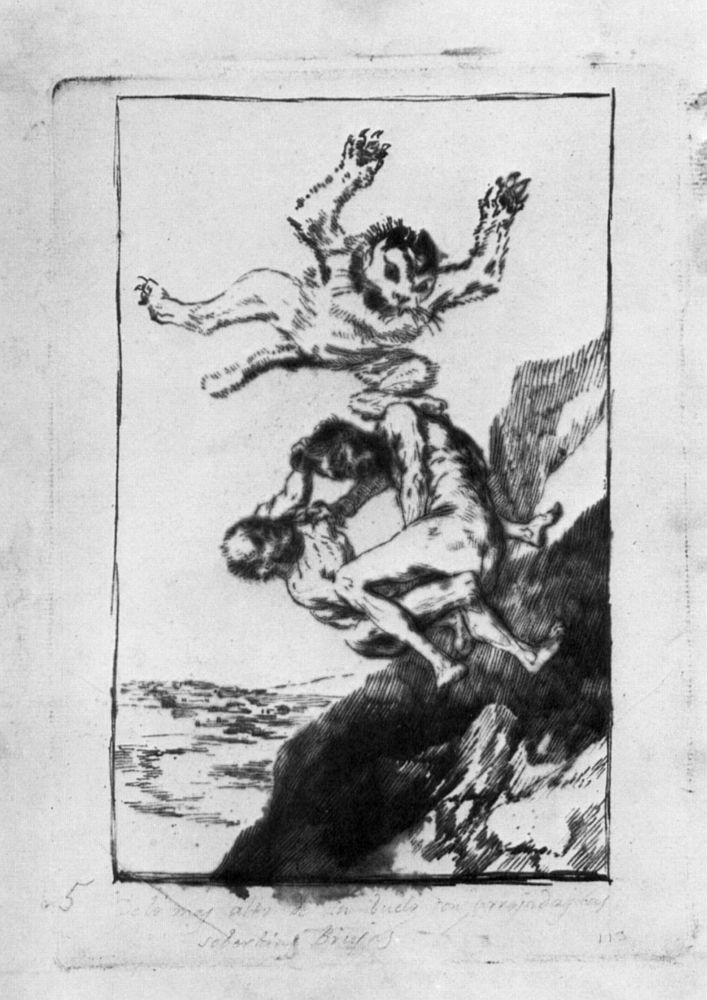
Dessin préparatoire.

L'estampe mesure 204 × 151 mm sur une feuille de papier de 306 × 201 mm. Goya a utilisé l'eau-forte, l'aquatinte et le burin.
Le dessin préparatoire est intitulé : « Sueño 10. De lo mas alto de su buelo son arrojadas las soberbias Brujas ». Il est à l'encre de noix de galle avec des traces de crayon noir. Dans la marge supérieure, au crayon : « 10 [?] ». Dans l'angle supérieur droit, à la plume, encre de noix de galle, barré : « 15 ». Dans la marge inférieure, au crayon : « De lo mas alto de su buelo son arrojadas las / soberbias Brujas ». Dans la marge inférieure gauche, au crayon : « 5 ». Dans la marge inférieure droite, au crayon : « 113 ». Le dessin préparatoire mesure 244 × 171 mm.

## Catalogue
- Numéro de catalogue G02150 de l'estampe au Musée du Prado.
- Numéro de catalogue D04203 du dessin préparatoire au Musée du Prado.
- Numéro de catalogue 51-1-10-62 au Musée Goya de Castres.